# 戴維·蘇特
戴維·哈凱特·蘇特（英語：David Hackett Souter，1939年9月17日—2025年5月8日），前美國最高法院大法官，自1990年出任美國最高法院大法官直至於2009年6月29日退休。他是由共和黨總統喬治·H·W·布什所提名，以接替退休的小威廉·布倫南。蘇特歷經威廉·伦奎斯特和约翰·罗伯茨兩位首席大法官。

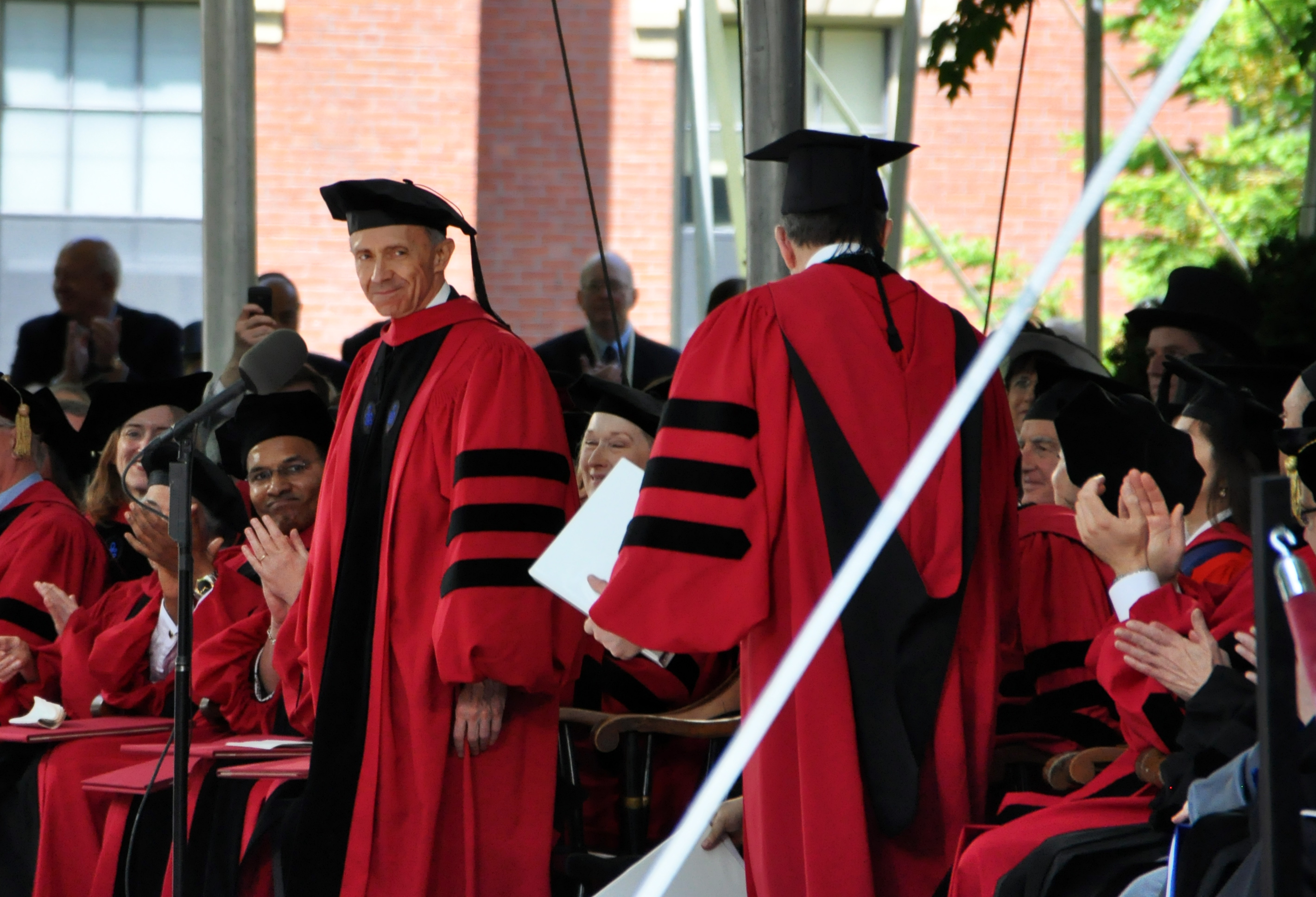
2010年5月27日，蘇特接受母校哈佛大學頒發榮譽學位

## 首席大法官
蘇特雖然是由共和黨總統提名，但蘇特在1990年代後作出的投票判決大多傾向自由派。2009年5月1日蘇特向總統巴拉克·奧巴馬提出辭職，其後奧巴馬提名自由派的索尼娅·索托马约尔接替他。

## 個人生活
蘇特終生未婚。且並不使用現今科技產品，不使用電子郵件、手機。寫判決書時使用鋼筆。
蘇特於2025年5月8日在位于新罕布什尔的家中去世，享壽八十五歲。